# Rin Takanashi
Rin Takanashi (高梨 臨, Takanashi Rin) est une actrice japonaise née le 17 décembre 1988 dans la préfecture de Chiba.
Après une carrière de modèle elle commence sa carrière d'actrice à la télévision en 2007 dans la série Détective Academie Q. L'année suivante elle joue au cinéma dans l'adaptation du manga Goth, dans la période qui suit, Rin Takanashi apparait dans l'adaptation de Samurai Sentai Shinkenger, d'abord dans la série télévisée en puis dans les films.

## Filmographie

### Cinéma
- 2008 : Goth de Gen Takahashi
- 2009 : Samurai Sentai Shinkenger de Shôjirô Nakazawa, Mako Shiraishi/Shinken Pink
- 2012 : Ikiterumono wa inainoka de Gakuryu Ishii
- 2012 : Like Someone in Love d'Abbas Kiarostami
- 2014 : Killers des Frères Mo : Hisae Kawahara
- 2021 : Une porte sur l'été de Takahiro Miki : Midori Sato

### Télévision
- 2007 : Détective Academie Q, Emina Ogura
- 2008 : Rookies, Yukino Inomata
- 2009/2010 : Samurai Sentai Shinkenger, Mako Shiraishi/Shinken Pink
- 2013 : Karamazov no Kyodai, Kanako Endo
- 2013 : Neo Ultra Q, Emiko Watarase